# Epanteris
Els epanteris (en llatí epanterii) eren un poble lígur que només menciona Titus Livi, que el descriu com una tribu situada a les muntanyes dels Alps marítims, a tocar dels ingauns. Quan Magó Barca va arribar a Ligúria l'any 205 aC els epanteris estaven en guerra amb els ingauns.